# お嬢さまシリーズ
『お嬢さまシリーズ』（おじょうさまシリーズ）は、森奈津子による日本のライトノベル。イラストは飯坂友佳子が担当している。レモン文庫（学習研究社）より1991年4月から1995年2月まで刊行された。2008年にはエンターブレインより復刻版が刊行された。イラスト担当者はD.Kに変わった。

## あらすじ
1. お嬢さまとお呼び！
綾小路麗花は自他共に認めるお嬢さまであるのだが、本屋で万引き犯だと疑われてしまう。誤解はとけたものの、立腹した麗花は、靴に口づけをして謝罪の意を表すよう店員に命じた。店員が躊躇しているところ、アルバイト店員の岡野拓人が代わりにその役を務めた。自分に非がないにもかかわらずそのような行動に出た拓人を非難しながらも、偶然の再会を経て麗花は彼に惹かれはじめてしまう。
そんな時、東京マリアを名乗る人物から、麗花の従者である佐伯を誘拐したとの連絡が届いた。年度末に行われる演劇の主役を巡ってある人物と戦い、勝つことができれば佐伯は返すが、負けたら佐伯を強制的に転校させ、麗花から「お嬢さま」の称号を奪うのだという。
2.お嬢さまの逆襲！
悪役として皆の上に君臨するという理想と、つい人に優しく接してしまう自分の気性とのギャップに悩む麗花は、悪役「お嬢さま」とは正反対の正統派ヒロイン「お姫さま」として皆からの人気を集める白鳥清香の存在を前にして己のアイデンティティを揺らがせ、悪役お嬢さまとしての誇りを棄てようとする。
3.お嬢さま帝国
二階堂律子が試験的に制服を配布したことがきっかけとなり、私服校である花園学園内で三年一組のみ制服着用が義務付けられてしまう。麗花はお嬢さまとしての誇りを貫くために制服を拒絶し、自身が班長を務める五班を「綾小路麗花帝国」として三年一組から独立させ、さながら「悪の帝国の支配者」の如き振る舞いでクラスを動かすようになった律子と、真の悪役の座をかけて戦いはじめる。
4.お嬢さまのお気に入り
数奇な経緯を経て三年一組では人面魚フナ子と目クソ鼻クソセイロガンの2匹のペットが飼われることとなった。しかし、フナ子は謎の失踪を遂げてしまう。フナ子のものと偽装した偽の死体が見つかるなどの不穏な事件が起こり、謎の組織の姿が見え隠れする中、一連の事件の首謀者として、高等部の生徒で女優でもある早乙女ルリ子の名が浮上する。
5.お嬢さまボロもうけ
茶道部が購入した各十万円の茶碗が二つ、不幸な事故により割れてしまう。買い直すため、麗花たちは商才に長けた越後ゆかりをリーダーにして、結婚相談所ならぬ「恋愛相談所」として、麗花とゆかりの頭文字を取った「R&Y社」を校内で立ち上げる。
6.お嬢さま軽井沢の戦い
夏休み、麗花は日頃の労いとして買いたての軽井沢の別荘に家来たちを招いたが、ついて見ればそこは軽井沢とは似ても似つかぬ山の中だった。別荘での監督は麗花らの担任教師の花園貢が務めていたが、廃部になったSF研究会会長の大滝が家出してしまったために貢は帰らざるを得なくなってしまう。子供達だけが残された「ニセ・軽井沢」にて、家来の一人である岩清水是清は忽然と姿を消してしまった。
7.お嬢さまと青バラの君
麗花らが佐伯宅に集まっていたところ「もっとも美しい人」宛てにバラの花束が届けられた。麗花は自分に宛てられたものだと決めつけ、バラの送り主であり、一人でバラにまみれた屋敷に暮らす謎の美少年である朝比奈杏里を自分の新たなる家来にしようと企む。だが、屋敷に出入りするうちに杏里が何者かに命を狙われていることが発覚する。
8.お嬢さまの学園天国
文芸部部長である岩清水が執筆した作品の公表を巡り、貢と花園育夫とは教員同士で対立していた。花園大学の学生で、三年一組に教育実習生としてやってきた美女九条薫子は岩清水の作品を気に入り、貢に味方して作品が公表できるよう励むが、薫子のその行為の裏には何やら不穏な思惑があるようだった。
9.お嬢さまと無礼者
万引きをして逃げている途中だった小学生のキヨシローを助けた麗花は、そのお礼として、キヨシローの兄であるケンヂの身柄を奴隷として引き取ることとなった。同い年で、他校の生徒であるということ以外なに一つ素性を明かさず、無礼な振る舞いを行うケンヂを麗花は調教していく。
10.お嬢さま大戦
文武両道で容姿端麗な工藤圭一は、異常なほどモテる生活に追い詰められノイローゼになっていた。如月恒子は、女子生徒らの過激な振る舞いは、工藤の恋人の座が一つしかないことに起因しているので、工藤が公共のものとなれば解決する問題だとして工藤との対話の時間を配給制にしてしまう。工藤を家来として独占したい麗花は、恒子の築いた共産主義体制を切り崩そうと挑む。

## 舞台

### 私立花園学園
所在地は世田谷区。初等部、中等部、高等部、大学から成る。
生徒の自由を重んじる校風で、初等部から大学まで制服は定められていない私服校である。その他の髪型や服装に関する規定も一切なく、基本的な学校生活や勉学についての方針すらも示されず、全てが生徒の自主性に委ねられている。
名門校として知られており、一貫して学力レベルは高い。富豪や文化人の子弟が多く通っている。初等部から大学まではエスカレーター式ということになっているが、実際は階段式といった方が適当で、内部生にも試験が強いられる。内部生のための試験に落ちてしまった場合は、外部生と共に一般入試を受けて合格しなければ繰り上がることができない。
学園の初代理事長は花園ナツで、現在の理事長である花園ハルの母にあたる。そこから分かるとおり、花園学園の歴史はまだ浅く、新参校とも呼ばれる部類である。学園の正門近くには花園ナツの像が置かれている。
教員には花園一族の者が多く採用されており、名字呼びでは区別をつけられないため、教員間のみならず生徒も教員を下の名前で呼ぶのが慣例となっている。
生徒たちの多くは非常に陽気でお祭り好きで、なにか騒ぎが起こるとすぐに人だかりができる。また、妙な団結力があり、学園全体を挙げての流行がよく起こり、見目のいい生徒には必ずと言っていいほどファンクラブができている。そのような傾向から他の学校の生徒らからは、しばしば「花園学園は変人の巣窟」と言われている。
なお、著者は、意図したわけではなかったが『愛と誠』に登場する「花園実業高校」の影響で学園名を名付けてしまったのかもしれないと語っている。
現実に存在する学校法人花園学園との関連はない。
花園学園中等部
本作の主な舞台となっている。中等部は一学年につき400人前後の生徒が所属し、各学年は十組まである。作中に登場する三年生のキャラクターたちは、何故か決まって一組か十組のどちらかに所属している。
生徒の部活動は活発で、学校側からの待遇も良い。描写されているだけでも、中等部の文科会系の部専用の部活棟が備え付けられていたり（耳を澄ませば隣の部室の話し声が聞こえてしまうほど壁が薄かったりと、造りはあまり良くないらしいが）、茶道部は一つ10万円の茶器を買うことができるほどの予算を与えられていたりする。柔道部など、体育会系の部活動の成績も芳しい。部活は5名以上が集まれば新たに立ち上げることも出来るが、一定の成果を挙げられなかったり、部員数が5名に満たなくなった場合は容赦なく取りつぶされる。それらの管理を行うのは生徒会で、教員を介入せずとも生徒会が任意に部の廃止などを行えるところから、生徒会及びそれ以外の委員会などの活動も活発であると思われる。しかし、上記したように私服の学校で、服装などに関する規定も定められていないために、風紀委員は形だけの存在となっており『お嬢さま帝国』で廃止されることとなった。
中等部の敷地内には中等部専用の真新しい図書館があり、司書教諭以外にも雑務のアルバイトとして高等部の生徒らが採用されている。初等部や高等部などにも、それぞれ専用の図書館が設置されていると思われる。
花園学園高等部
あわせて花園学園シリーズと称されることもある、同著者の作品である「いつでもこの世は大霊界!」や「帰ってきた女王様」の主な舞台となっている。敷地は中等部からそう離れてはいないらしい。中等部と同じく、造りはあまり良くないようだが文化会系の部活は専用の部活棟を持っている。中高での関連する部活同士の交流は盛んである。
花園公園
元は花園学園が所有していたが、現在では都に寄付されている大きな公園。井の頭公園がモデルとなっている（花園公園とは別に、井の頭公園自体の名称も作中では挙げられる）。学園から近いところにあるため、生徒の憩いの場ともなっている。学生カップルや、ランニングに励む体育会系の部員たちの姿がよく見られる。ボート乗り場もある大きな池があり、魚が棲んでいるが捕獲は禁止されている。

### 聖母女学院
所在地は東京都。ミッション系の女子校。名称からして少なくとも中等部や高等部などの複数の学校から成る一貫校だと思われるが、作中で描写されているのは中等部のみ。似たような学風の男子校と交流がある。
制服は「ふわっとしたあかるい空色」のスカーフが特徴的なセーラー服。伝統ある名門校の制服として他校の生徒から憧れられるだけでなく、コレクターからのマニアックな人気もあるという。
花園学園と同じく富豪の令嬢が多く通うため「お嬢さま学校」と称されるが、そういった意味での格においては花園学園を上回っている。学力においても若干優位に立っているらしく、賛美歌を原文で歌わせるためか特に英語教育のレベルが高い。

### ニセ・軽井沢
正式名称は「ビレッジ軽井沢」だが、本物の軽井沢とは無縁なただの山奥の別荘地であるため岩清水によりこう名付けられた。麗花の叔父の所有する別荘があり、その間取りは4LDK。駅からは遠く離れ、駐車場と別荘との間の距離は異様に開いている上に急な階段になっており、交通の便が悪い。

## 既刊一覧

### オリジナル版
- 森奈津子（著） / 飯坂友佳子（イラスト）、学習研究社〈レモン文庫〉、全10巻
  - 『お嬢さまとお呼び！』1991年4月発行、ISBN 4-05-105293-1
  - 『お嬢さまの逆襲！』1991年7月発行、ISBN 4-05-105301-6
  - 『お嬢さま帝国』1991年10月発行、ISBN 4-05-105810-7
  - 『お嬢さまのお気に入り』1992年1月発行、ISBN 4-05-105813-1
  - 『お嬢さまボロもうけ』1992年5月発行、ISBN 4-05-105819-0
  - 『お嬢さま軽井沢の戦い』1992年10月発行、ISBN 4-05-106399-2
  - 『お嬢さまと青バラの君』1993年3月発行、ISBN 4-05-106406-9
  - 『お嬢さまの学園天国』1993年7月発行、ISBN 4-05-106412-3
  - 『お嬢さまと無礼者』1994年1月発行、ISBN 4-05-400158-0
  - 『お嬢さま大戦』1995年2月発行、ISBN 4-05-400164-5

### 復刻版
- 森奈津子（著） / D.K（イラスト）、エンタブレイン、全4巻
  - 『お嬢さまとお呼び！』2008年3月12日発売[1]、ISBN 978-4-7577-3775-4
  - 『お嬢さまボロもうけ』2008年3月12日発売[2]、ISBN 978-4-7577-3776-1
  - 『お嬢さまと青バラの君』2008年3月31日発売[3]、ISBN 978-4-7577-4210-9
  - 『お嬢さま大戦』2008年5月1日発売[4]、ISBN 978-4-7577-4264-2